# Rhytidoponera atropurpurea
Rhytidoponera atropurpurea är en myrart som beskrevs av Carlo Emery 1914. Rhytidoponera atropurpurea ingår i släktet Rhytidoponera och familjen myror. Inga underarter finns listade i Catalogue of Life.